# Roland D-50
| Synthesizer              | Synthesizer                                                 |
| Roland D-50              | Roland D-50                                                 |
| Allgemeines              | Allgemeines                                                 |
| ------------------------ | ----------------------------------------------------------- |
| Name                     | D-50                                                        |
| Hersteller               | Roland                                                      |
| Klangsynthese            | digital, LA-Synthese                                        |
| Zeitraum                 | 1987–1990                                                   |
| Preis (Erscheinungsjahr) | ca. 4000 DM (entspr. 2023 inflationsbereinigt rd. 4100 EUR) |
| Eigenschaften            |                                                             |
| Polyphon                 | ja, 16 bzw. 8                                               |
| Multitimbral             | ja, 2                                                       |
| Filter                   | Tiefpass mit Resonanz (digital)                             |
| LFO                      | 6                                                           |
| Tasten                   | 61, anschlagsdynamisch mit Aftertouch                       |
| Int. Spielhilfen         | Pitch-, Modulations-Joystick                                |
| Ext. Controller          | 2 Pedale, 2 Schalter                                        |
| Effekte                  | Chorus, Hall, Echo                                          |
| Schnittstelle(n)         | MIDI                                                        |
| Sequenzer                | –                                                           |
| D/A Wandler              | Burr-Brown PCM54HP 16 Bit                                   |
| Samples                  | 100 (8 Bit)                                                 |
| ROM                      | 0,5 MB                                                      |
| RAM                      | –                                                           |
| Ext. Speicher            | Speicherkarte                                               |

Der Roland D-50 aus den späten 1980er Jahren ist der erste digitale Synthesizer der Firma Roland.

## Geschichte
Der D-50 mit 61 Tasten und maximal 16 Stimmen Polyphonie (Single/Dual/Split Play Mode) wurde als Konkurrent zum Yamaha DX7 von der Roland Corporation 1987 auf den Markt gebracht. Er wurde zu einem begehrten Synthesizer der 1980er Jahre und ist neben dem DX7 und Korg M1 einer der meistverkauften.

## Klangerzeugung
Der D-50 basiert auf der von Roland so bezeichneten LA-Synthese. Die LA-Synthese nutzt den Effekt, dass das menschliche Ohr die Transiente als besonders charakteristisch beim Identifizieren eines Klanges wahrnimmt. Konzeptionell werden daher kurze Samples (8 Bit) für den Einschwingvorgang mit einer Klangerzeugung auf der Grundlage verschiedener Basis-Wellenformen gemischt. Ein Großteil der Klangerzeugung entspricht dem Aufbau der subtraktiven Synthese, die wesentlich einfacher zu verstehen ist als die komplexere FM-Synthese des DX7. Zudem ist der D-50 zum Zeitpunkt seiner Präsentation einer der ersten Synthesizer mit eingebautem Effektgerät (Chorus, Hall, Echo) sowie einem Equalizer.
Programmeinstellungen werden auf drei Ebenen mit unterschiedlichem Geltungsbereich vorgenommen:
| Geltungsbereich                                                       | Einstellungen im jeweiligen Geltungsbereich                                                                           |
| --------------------------------------------------------------------- | --- |
| Gesamtes Programm („Patch“)                                           | - Program-Name - Controller - Hall/Delay (32 Programme) - Chase (zuschaltbare Delay-Funktion für die Teiltöne) - MIDI |
| Teiltöne („Tones“), wahlweise ein oder zwei pro Patch                 | - Tone-Name - Struktur - Tonhöhen-Hüllkurve - LFO - Equalizer, parametrisch, zwei Bänder - Chorus (acht Typen)        |
| Klangbausteine („Partials“), je zwei pro Tone (bis zu vier insgesamt) | - Wellenform aus ROM - Stimmung - Verstärker-Hüllkurve - Filter-Hüllkurve                                             |

Mit der Struktur wird je Teilton festgelegt, ob die zugeordneten Partials aus dem PCM- oder Synthesizer-Sound-Generator aufgerufen werden und ob die Partials durch einen Ringmodulator gemischt oder parallel ausgegeben werden.
Der Synthesizer-Sound-Generator stellt die Wellenformen Rechteck bzw. Sägezahn zur Verfügung. Zur weiteren Klangformung stehen eine Pulsbreitenmodulation und ein resonanzfähiges Tiefpassfilter zur Verfügung.
Der PCM-Sound-Generator enthält 100 Wellenformen. Hiervon entfallen:
- 47 auf Attack-/Transienten-Wellenformen
- 29 auf Loops (einschließlich 7 Obertonspektren) und
- 24 auf Kombinationen aus den vorangehenden PCM-Klängen

PCM-Wellenformen können nicht gefiltert werden.
Das Unternehmen Roland benutze für den D-50 einen neuartigen Ansatz der Produktentwicklung, indem es den Entwicklungsingenieuren Tadao Kikumoto, Toshio Yamabata und Kazz Takahashi bereits während der noch laufenden technischen Spezifikationsphase die beiden Soundsdesigner Eric Persing und Adrian Scott zur Seite stellte.
Den „Pizzagogo“-Sound des D-50 etwa kann man z. B. auf Orinoco Flow von Enya hören.
Einige der D-50-Werksklänge haben auch Eingang in den General MIDI (GM) Standard gefunden, so z. B. Fantasia, Soundtrack und (Nylon) Atmosphere (GM Klänge Nr. 89, 98 und 100).

## Handhabung
Die Dateneingabe erfolgt entweder menügesteuert und unterstützt von einem Joystick oder über das damals optional erhältliche Programmiergerät Roland PG-1000, das mit vielen Schiebereglern den Vorgang stark vereinfacht. Ebenfalls weitaus übersichtlicher als via Display ist die Arbeit mit Editor-Programmen, die meist auch eine externe Speichermöglichkeit für die Klänge bieten. Die internen 64 Speicherplätze für eigene Klänge sind mit der batteriegestützten Speicherkarte Roland M256 um weitere 64 erweiterbar. Von Roland waren außerdem fünf ROM-Karten PN-D50-00 bis PN-D50-04 mit jeweils 64 verschiedenen Klängen erhältlich, wobei die erste Karte die Werkssounds des D-50 enthielt.
Für den D-50/D-550 ist eine Erweiterung der Firma Musitronics namens M.EX D-50/D-550 Expansionboard erhältlich, die einen bis zu 8-fachen multitimbralen Betrieb erlaubt, 128 zusätzliche Speicherplätze liefert und das MIDI-Timing verbessert. Als Alternative zum ursprünglichen Programmiergerät von Roland, das auf dem Gebrauchtmarkt relativ selten und teuer ist, brachte die IAM-Manufaktur Dtronicsdas 2019 das mit Drehreglern zu bedienende Programmiergerät DT-01 heraus.

## Varianten

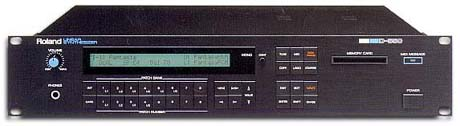
Roland D-550

Die Rack-Variante des D-50 ist der D-550. Mit den Synthesizern D-10, D-20 sowie dem Rack-Modul D-110 kamen 1988 preiswerte Varianten des D-50 auf den Markt, die weniger leistungsfähig sind. Einige Sounds und Erweiterungskarten sind teilweise kompatibel mit dem D-50. Der D-50 wurde 1990 durch den etwas anderes konzipierten D-70 abgelöst. Im Gegensatz zu diesem Nachfolger gilt der D-50 heute als einer der Neo-Klassiker im Bereich digitale Synthesizer. Anlässlich des 30-jährigen Jubiläums des D-50 brachte Roland im Rahmen seiner „Boutique“-Serie das Soundmodul Roland D-05 heraus.

## Rezeption
Angesichts seiner vollwertigen Umsetzung einer subtraktiven Synthese wird der Roland D-50 häufig als Vorläufer bzw. teilweise auch als erster Vertreter vom Typ „virtuell-analoger Synthesizer“ betrachtet, auch wenn dieser Begriff 1987 noch nicht etabliert war. Tatsächlich wies Eric Persing bereits 1988 in seinem Artikel darauf hin, dass der oft als wärmer empfundene Klangcharakter klassischer analoger Synthesizer u. a. auf das bekannte Phänomen verstimmter Oszillatoren zurückzuführen ist und dieser Effekt im D-50 z. B. durch die beiden verfügbaren Stretch-Tuning-Skalen nachgeahmt werden kann, um einen „analogeren“ unperfekten Klang zu erzielen.